# Wasil Taha
Wasil Taha (ur. 24 kwietnia 1952) – izraelski polityk, Arab, były członek Knesetu z listy partii Balad. Ukończył studia śródziemnomorskie na uniwersytecie w Hajfie. Po raz pierwszy wszedł do parlamentu w 2003 roku. Jest żonaty i ma czwórkę dzieci.
W lipcu 2006 roku wywołał kontrowersje, twierdząc, że porwania izraelskich żołnierzy przez palestyńskich bojowników były uprawnioną formą oporu.
W grudniu 2008 roku oświadczył, że nie wystartuje w wyborach parlamentarnych w 2009 roku.